# توبیاک-تازلاروو
توبیاک-تازلاروو (انگلیسی: Tubyak-Tazlarovo) یک شهرک در شهرستان کارماسکالینسکی استان باشقیرستان کشور روسیه است.